# Чаплинська районна рада
Чаплинська райо́нна ра́да — районна рада Чаплинського району Херсонської області. Адміністративний центр — смт Чаплинка.

## Склад ради
Загальний склад ради: 40 депутатів.

### Голова
Самойлов Микола Семенович (нар. 1948) — голова Чаплинської районної ради від 31 жовтня 2010 року (на другому терміні).

#### Голови районної ради (з 2006 року)
| ПІБ                       | Основні відомості                                                               | Дата обрання | Дата звільнення |
| ------------------------- | ------------------------------------------------------------------------------- | ------------ | --------------- |
| Самойлов Микола Семенович | Голова районної ради, 1948 року народження, член «Партії регіонів»              | 26.03.2006   | 31.10.2010      |
| Самойлов Микола Семенович | Голова районної ради, 1948 року народження, освіта вища, член «Партії регіонів» | 31.10.2010   |                 |

Примітка: таблиця складена за даними джерела